# Bro och Vätö skeppslags tingslag
Bro och Vätö skeppslags tingslag var ett tingslag i Stockholms län och i Mellersta Roslags domsaga. 
Tingslaget bildades 1680 och upphörde 1 januari 1901 då den uppgick i Mellersta Roslags domsagas tingslag.

## Ingående områden
Tingslaget omfattade Bro och Vätö skeppslag.